# Schloss Citran

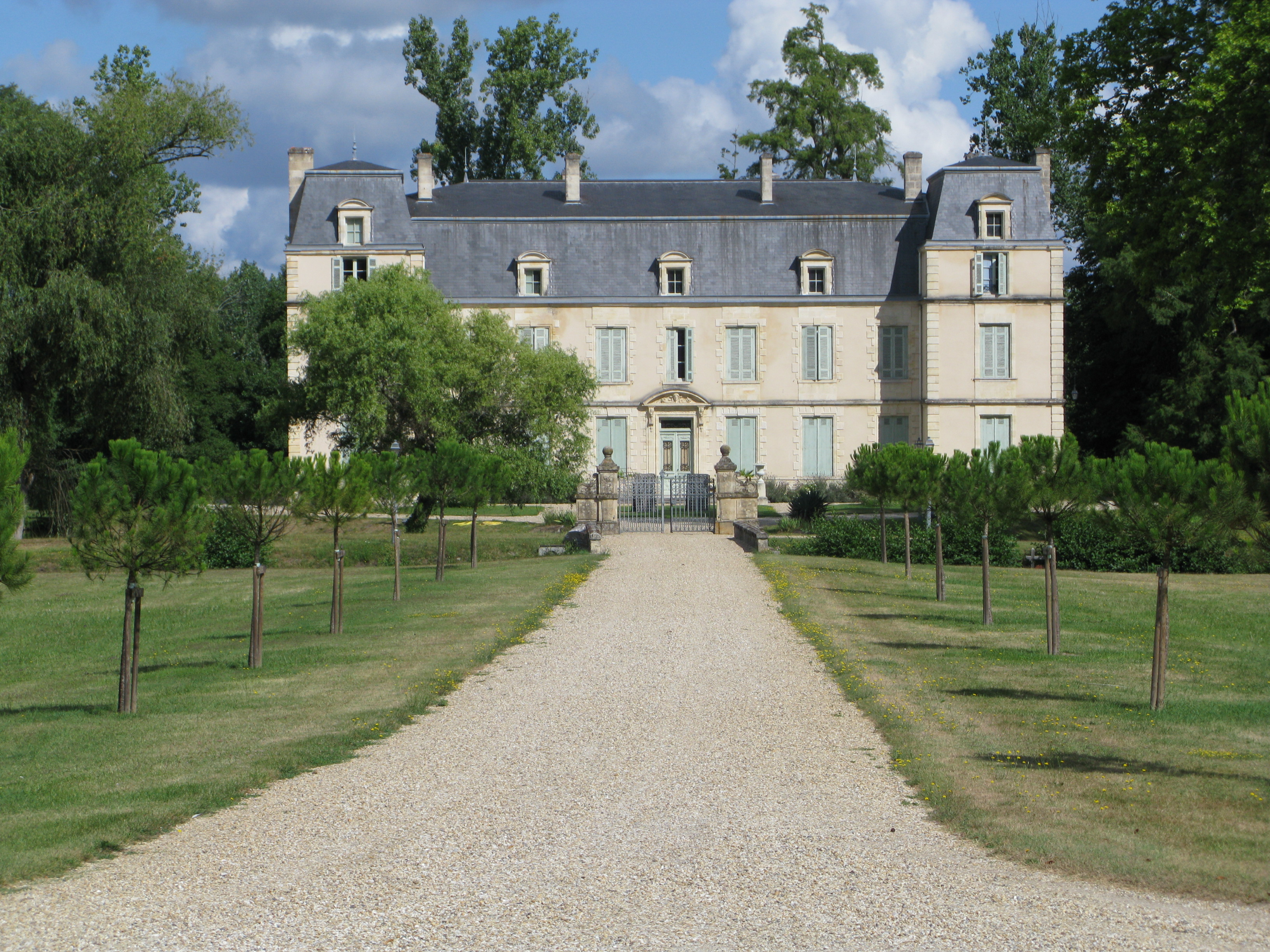
Schloss Citran in Avensan

Das  Schloss Citran (französisch Château Citran) in Avensan, einer französischen Gemeinde im Département Gironde in der Region Nouvelle-Aquitaine, wurde von 1861 bis 1864 auf den Fundamenten eines Vorgängerbaus aus dem Mittelalter errichtet. Im Jahr 2012 wurde das Schloss als Monument historique in die Liste der Baudenkmäler in Frankreich aufgenommen.
Der zweigeschossige Bau inmitten einer großen Parkanlage wurde nach Plänen des Architekten Pierre-Charles Brun errichtet. Das Hauptgebäude wird von zwei vorspringenden Eckpavillons flankiert, die mit Schiefer gedeckt sind.
Teile des Wassergrabens der mittelalterlichen Anlage sind noch vorhanden.